# 리제 (가수)
리제(1995년 8월 18일 ~ )는 대한민국의 가수다. 2013년 나인 OST <아홉 개의 향>으로 데뷔했다.

## 학력
한양대학교 실용음악과 학사

## 방송
- 슈퍼스타K 4 - TOP12
- 보이스 코리아 2020 - TOP 16